# آنا گوودنیک
آنا گوودنیک (به انگلیسی: Ann Govednik) (زادهٔ ۲۱ ژوئیهٔ ۱۹۱۶) شناگر اهل ایالات متحده آمریکا است.